# Лоренцо Строци
Лоренцо Строци (на италиански: Lorenzo Strozzi; * 3 декември 1523, Флоренция; † 14 декември 1571, Авиньон) от флорентинската фамилия Строци, е абат, епископ на Безие (1547 – 1561), 1557 г. кардинал, 1561 г. архиепископ.

## Произход и духовна кариера
Той е син на Филипо Строци Млади (1488 – 1538) и Клариса де Медичи (1493 – 1528), сестра на Лоренцо II де Медичи. Брат е на Пиеро Строци († 1558), Леоне († 1554) и Роберто († 1558).
След загубата на баща му в битката при Монтемурло на 1 август 1537 г.  той бяга с братята си във Франция в двора на Катерина де Медичи (1519 – 1589). Той става абат в Марсилия и през 1557 г. епископ на Безие. Папа Павел IV го номинира за кардинал на 15 март 1557 г. с църквата „Санта Балбина“ в Рим (1557 – 1571). Той става архиепископ на Алби (1561 – 1567), на Екс ан Прованс (1568 – 1571), от 1568 г. архиепископ на Сиена.